# Polydora
Polydora es un género de plantas con flores perteneciente a la familia   Asteraceae. es un género de plantas fanerógamas perteneciente a la familia de las asteráceas. Comprende 10 especies descritas y de estas 9 aceptadas.

## Taxonomía
El género fue descrito por Eduard Fenzl y publicado en Flora of Tropical East Africa 27(1): 312. 1844.

## Especies aceptadas
A continuación se brinda un listado de las especies del género Polydora aceptadas hasta septiembre de 2012, ordenadas alfabéticamente. Para cada una se indica el nombre binomial seguido del autor, abreviado según las convenciones y usos.
- Polydora angustifolia (Steetz) H.Rob.
- Polydora bainesii (Oliv. & Hiern) H.Rob.
- Polydora chloropappa (Baker) H.Rob.
- Polydora jelfiae (S.Moore) H.Rob.
- Polydora poskeana (Vatke & Hildebr.) H.Rob.
- Polydora rhodanthoidea
- Polydora serratuloides (DC.) H.Rob.
- Polydora steetziana (Oliv. & Hiern) H.Rob.
- Polydora sylvicola (G.V.Pope) H.Rob.	Accepted